# Apospasta sikkima
Apospasta sikkima là một loài bướm đêm trong họ Noctuidae.